# 멕시코의 HIV/AIDS
2020년 UNAIDS 발표 기준 멕시코의 후천면역결핍증후군의 총 감염자는 34만명, 15세에서 49세 사이 성인 유병률은 0.4%로 다른 개발도상국에 비해 낮았다. 주 감염자는 성노동자와 동성애자 남성, 정맥 주사 사용자 등이며, 다른 국가들처럼 항레트로바이러스 약제로 치료를 한다.

## 같이 보기
- 북아메리카의 HIV/AIDS